# Правила Инга
Правила Инга (Ing’s SST Laws of Wei-Chi) — один из вариантов свода правил игры го (вейчи). Разработан основателем фонда Инга Ином Чанци.

## Проблемы «старых» правил
Обычно говорят, что правила го просты. Это действительно так, но лишь до тех пор, пока речь не идёт о некоторых сложных, неоднозначных позициях. Их относительно немного, но когда они встречаются в профессиональном матче за высокий титул и/или большой приз, трактовка такой позиции может стать предметом для серьёзного спора, в котором любое решение может быть поставлено под сомнение. Отсутствие формальных критериев, пригодных для любой позиции, оставляет место для судейского произвола.
Широкое распространение го в качестве игры профессионалов, с крупными турнирами, освещением в прессе, большими призами началось в первой половине XX века в Японии. В результате именно японский вариант правил го стал стандартом де-факто для крупных соревнований, в том числе международных, а также для организаций го Европы и Америки. Но японские правила го были впервые официально изданы Нихон Киин лишь в 1949 году, до этого они передавались в устной традиции. При возникновении разногласий в трактовке правил было принято обращаться к арбитру, в качестве которого обычно выступал авторитетный мастер.
Неоднозначные позиции при использовании японских правил появляются потому, что в этих правилах принят подсчёт очков после завершения партии по количеству пустых пунктов территории, захваченной игроком, и снятым с доски камням противника. Такой порядок приводит к тому, что игроку нельзя без необходимости ходить внутрь собственной территории — от каждого такого хода он теряет одно очко. Если группа одного игрока находится на территории, занятой другим игроком, и не является безусловно «мёртвой», может возникнуть положение, когда доигрывать в этом месте любому из игроков невыгодно: сделав ходы, приводящие к захвату чужой группы или укреплению своей, игроки уменьшат собственную территорию и потеряют очки. Если такое положение сохранится до конца партии, может возникнуть спор: один игрок будет утверждать, что группа «мертва», поскольку при доигрывании она будет неизбежно захвачена, другой — что группа «жива», поскольку при доигрывании он сможет её спасти. Чтобы избавиться от обращения к авторитетному арбитру в подобных случаях, японские правила предусматривают ряд специальных оговорок, которые заранее объявляют некоторые формы «живыми» или «мёртвыми», а также могут требовать процедуру доигрывания, проводимую по специальным правилам.
Также существуют проблемы, связанные с правилом ко — запретом на повторение позиции. В существующих системах правил наблюдается разнобой в том, как следует трактовать такие ситуации, как «многократное ко» или «вечную жизнь».

## Цели и принципы правил Инга
Именно недостатки японских правил подтолкнули Ина Чанци (в России имя чаще произносится как «Инг», хотя такая транскрипция и неверна) к идее преобразований. Ин поставил задачу создать полный, всеобъемлющий набор правил го, который бы, не нарушая духа игры, гарантировал однозначное разрешение любых проблем без обращения к авторитету, и был при этом максимально удобным для использования.
Основные принципы, на которых разрабатывались правила, состоят в следующем:
1. Никаких особых случаев. Правила не могут предусматривать специальных оговорок для отдельных позиций, форм или игровых ситуаций. Любая проблема должна разрешаться на основании общих правил.
2. Минимум ничьих. Правила должны приводить к выигрышу одной из сторон в максимально большой доле партий. По утверждению автора, при использовании правил Инга ничейный результат присуждается в среднем в одной партии из десяти тысяч, тогда как при игре по японским правилам до 5 % партий заканчиваются ничьей.
3. Максимум разнообразия. Введение любых искусственных ограничений на ходы ограничивает разнообразие, следовательно, недопустимо. Правила могут разрешать любые ходы, кроме тех, которые ведут к бесконечной игре.

Разработка правил длилась с 1973 по 1996 год. За этот период вышло 15 редакций. В некоторых старых вариантах имелись положения, впоследствии отвергнутые автором. Так, например, сначала предлагалось делить очки за территорию, окружённую камнями в сэки, пропорционально количеству камней игроков, окружающих эту территорию. От этого правила в конце концов отказались, поскольку оно очень сильно усложняло процедуру подсчёта очков. Также отказались и от правила «супер-ко» — полного запрета на повторение позиции со штрафом тому игроку, который такое повторение допустит, — поскольку это обязывало игроков помнить всю последовательность ранее возникавших в партии позиций, что достаточно сложно.
Помимо собственно игровых правил, Ин включил в свод правила проведения турниров, собственную систему рангов, правила поведения игроков и даже требования к инвентарю, в том числе размер игровой доски, правила её разлиновки, размеры камней. Также кодифицирована система штрафов за опоздание на партию, за просрочку времени, за ошибочные действия во время игры. Последняя редакция правил Инга выпущена в 1996 году и на настоящий момент является окончательной. Она в целом повторяет редакцию 1991 года, но адаптирована для использования Европейской федерацией го.

## Основные особенности
- Счёт очков ведётся по площади, занятой игроком. По одному очку приносит каждый пункт территории, полностью окружённой камнями игрока, и каждый камень игрока, оставшийся на доске после завершения игры и снятия «мёртвых» групп.
- Определена специальная процедура подсчёта результата путём заполнения всей игровой доски камнями. Она обеспечивает наглядное представление результата, не требующее никаких дополнительных расчётов и не нарушающее конфигурацию финальной позиции партии.
- Разрешён суицид группы камней. Можно делать ход, который отнимает последнее дамэ у собственной группы. В этом случае группа немедленно снимается с доски.
- Свободные пункты доски в позиции сэки приносят равное количество очков обоим игрокам.
- Правило ко: запрещено повторение позиции на следующем ходе. Все ко-позиции делятся правилами на «боевое ко» и «беспокоящее ко», правила для которых различаются.
- Жизнь или смерть для любой группы доказывается доигрыванием по стандартным правилам. Не существует специальных правил для каких-либо определённых форм.
- Коми при игре равных соперников составляет 8 очков. Для соперников разных рангов в форовой партии коми может быть меньше 8 очков и применяться вместе с форовыми камнями. Конкретное количество форовых камней и размер коми определяется разностью рангов. Компенсация за форовые камни правилами не предусмотрена.
- При равном количестве набранных очков в партии побеждает игрок, играющий чёрными. Таким образом, фактическое коми составляет на пол-очка меньше, чем его буквальное значение.
- При игре с форой постановка форовых камней не регламентирована. В начале партии играющий чёрными просто делает любым желаемым образом соответствующее число безответных ходов.
- Партия заканчивается после 4 пасов.

## Подробное описание

### Инвентарь

Комплект Инга. Доска, мерные чаши шестигранной формы с камнями. В чаше с белыми камнями видно приспособление для контроля количества камней. Чаша с чёрными камнями в «рабочем» положении — на крышке и с утопленным вниз механизмом контроля.

Процедура подсчёта результата по правилам Инга требует, чтобы камней в чашах игроков было ровно по 180 (для доски полного размера). Соответственно, используются специальные чаши, конструкция которых позволяет контролировать количество камней без пересчёта. Это, в свою очередь, приводит к необходимости стандартизации размеров камней, а значит, и размеров доски. Поэтому правила Инга описывают, помимо порядка игры, ещё и характеристики досок, камней и чаш.

#### Доска
Доска для игры состоит из 19 вертикальных и 19 горизонтальных линий. Вертикальные линии маркируются слева направо латинскими буквами от A до T, пропуская I. Горизонтальные линии маркируются снизу вверх числами от 1 до 19. Также игра может вестись на досках размером 17×17 (289 пунктов), 15×15 (225 пунктов), 13×13 (169 пунктов), 11×11 (121 пункт), 9×9 (81 пункт). Официальные игры происходят только на доске 19×19, доски меньших размеров используются для обучения и коротких неофициальных игр.
Расстояние между горизонтальными линиями доски составляет 2,36 см, между вертикальными — 2,21 см. Размер доски 19x19 — 45x42 см, толщина не менее 2,5 см.
Пункт обозначается парой обозначений вертикали и горизонтали, образующих его, например A10, J13.

#### Камни и чаши
Камень имеет вид двояковыпуклого диска диаметром 2,18 см и толщиной в центре 1,05 см. Стандартный вес камня — 6,5 г. В полный комплект входит 180 чёрных и 180 белых камней в специальных чашах конструкции Инга.
Чаши Инга могут иметь различную форму (шестиугольные, прямоугольные, квадратные, круглые) и несколько отличаться по конструкции. На иллюстрации справа показаны стандартные чаши шестиугольной формы с блоками проверки количества камней. Блок представляет собой набор цилиндрических гнёзд диаметром чуть больше камня и высотой в целое число камней. 180 камней рассыпаются по гнёздам так, что в каждом размещается вертикальный столбик из нескольких камней и блок оказывается равномерно заполненным камнями (см. белые камни на иллюстрации, в каждом из 36 гнёзд по 5 камней). Отсутствие даже одного камня или наличие лишних камней легко определяется визуально. Существуют конструкции с извлекаемыми и неизвлекаемыми блоками контроля. На иллюстрации блоки неизвлекаемые — во время игры чаша ставится на крышку (показана здесь же отдельно), блок контроля утапливается вниз и фиксируется, в результате камни в чаше приподнимаются и выходят из блока контроля, чтобы их было удобнее брать (на иллюстрации — чёрные). Извлекаемые блоки во время игры могут просто выниматься из чаш.

### Цель игры
Игра ведётся за территорию. Территория игрока определяется как количество пунктов, которые в конце игры заняты его камнями, плюс количество пустых пунктов, полностью окружённых его камнями. Территория, окружённая чёрными и белыми совместно, делится поровну между обоими игроками.

### Порядок игры

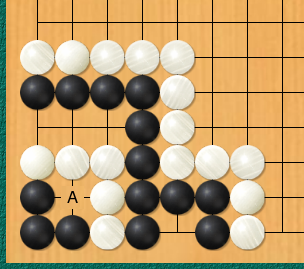
Правила Инга разрешают чёрным ход в пункт А. После этого хода 4 чёрных камня снимаются с доски и дальнейшая игра приводит к сэки — большая чёрная группа живёт. Если суицид запрещён, все камни чёрных гибнут.

- Перед игрой игроки должны удостовериться, что в чашах по 180 камней обоих цветов (если используется доска меньшего размера, то количество камней каждого цвета должно быть равно (N-1)/2, где N — количество пунктов на доске).
- В равной игре старший игрок берёт в горсть несколько белых камней. Младший берёт в руку один или два чёрных камня: один — если, по его мнению, в руке у соперника нечётное число камней, два — если чётное. Взятые камни выкладываются игроками на доску. Если оказывается, что младший игрок угадал, то он выбирает цвет, которым будет играть, в противном случае цвет выбирает старший. В игре с форой игрок, получающий фору, играет чёрными.
- Первый ход делает игрок, играющий чёрными (как в равной партии, так и в форовой). В партии с форой играющий чёрными перед первым ходом выставляет форовые камни на любые пункты игровой доски, куда считает нужным. Технически это эквивалентно тому, что белые пасуют столько первых ходов, сколько форовых камней имеют чёрные.
- Игроки делают ходы поочерёдно. Ход может быть одного из двух типов: ход на доску и пас. При ходе на доску игрок выставляет свой камень на один из свободных пунктов игровой доски. При пасе игрок не выставляет камней на доску, а просто передаёт ход противнику.
- Разрешены любые ходы, отвечающие условию: ход не должен приводить к повторению позиции. Под «позицией» понимается расположение камней на доске и очерёдность хода. Таким образом, один пас не приводит к повторению позиции, поскольку очередь хода меняется.
- Свободные пункты, соседние с камнем, установленным на доску, являются его дыхательными пунктами (дамэ). Несколько камней одного цвета, стоящих рядом друг с другом так, что их невозможно разделить постановкой камней другого цвета, называются группой. Группа имеет общие дыхательные пункты. Камень или группа, потерявшие все свои дыхательные пункты, снимается с доски. Если в результате хода одного из противников лишаются дыхательных пунктов одновременно камни обоих цветов, то ходивший игрок снимает с доски камни противника.
- Снятые с доски камни возвращаются сопернику и помещаются в его чаше для камней (игроки могут, по желанию, либо оставлять все снятые камни у себя до момента подсчёта результата, либо сразу же после снятия возвращать камни противнику).
- Самоубийственный ход, в результате которого снимается с доски один только что поставленный камень, эквивалентен пасу. Самоубийственный ход, в результате которого снимается с доски группа ходившего игрока, разрешён и может использоваться.
- Запрещены ходы, приводящие к повторению позиции (правило Ко).

### Правило ко
- Камни, которые могут многократно захватываться и устанавливаться на доску повторно, называются камнями ко. Камни ко могут быть единичными, двойными и тройными. Позиция, в которой имеются камни ко, называется ко-позицией.
- Ко-позиция, в которой вопрос жизни и смерти не решён, и камни ко повторно удаляются в ходе борьбы за дыхательные пункты, называется боевым ко. Камни ко, которые могут быть повторно захвачены в боевом ко, называются горячими камнями.
- Единичный камень ко, который на предыдущем ходу удалил единичный камень ко противника, становится единичным горячим камнем. Когда один камень ко ставится рядом с другим, образуя двойной ко в позиции вечной жизни, оба эти камня становятся горячими камнями; такая пара камней именуется двойным горячим камнем. В тройном ко, кроме единичного горячего камня, может иметься либо ещё один единичный, либо двойной камень ко; все такие камни являются горячими камнями, они называются горячими камнями — близнецами. Горячие камни — близнецы возникают в позициях тройного ко, которые не регулируются традиционными правилами.
- Никакой горячий камень нельзя захватывать, не сделав предварительно какой-либо другой ход на доску или пас. После такого хода или паса горячие камни перестают быть таковыми, и могут снова стать горячими только после повторного захвата.
- Ко-позиция, в которой вопрос жизни и смерти решён окончательно, и циклические взятия камней ко приводят лишь к обмену дыхательными пунктами, называется беспокоящим ко. В беспокоящем ко игрок, один раз начавший цикл захвата камней ко, до конца игры не имеет права начать его снова. Таким образом, в каждой позиции беспокоящего ко цикл повторных взятий может пройти ровно один раз.

### Завершение игры
- Любой из игроков может в любой момент сдаться. В этом случае победа в партии присуждается его противнику без подсчёта. Игрок может объявить о сдаче словесно, либо поставив на доску одновременно два камня.
- Игра продолжается до тех пор, пока не заняты все нейтральные пункты.
- Когда один из игроков в ответ на пас противника пасует сам, игра останавливается, но не заканчивается.
- После остановки игры игроки должны договориться о том, какие камни являются мёртвыми. Никаких специальных правил по определению жизнеспособности групп нет. Любая группа, которая не может быть снята при доигрывании — жива.
- В случае несогласия по статусу какого-либо камня или группы позиция доигрывается из текущего положения до определения этого статуса (то есть либо до снятия всех спорных групп, либо до достижения соглашения). Поскольку правила подсчёта безразличны к ходам в свою территорию, доигрывание безопасно — оно не может сократить территорию игроков и повлиять на конечный результат. Когда все мёртвые камни сняты с доски, игроки пасуют снова и игра завершается.
- Если после остановки игры расхождений в оценке статуса групп нет, игроки снова пасуют подряд (то есть общее число последовательных пасов становится равно четырём), после чего игра считается завершённой.

### Подсчёт результата

1. Партия завершена на 42 ходу. Белые имеют 2 пленника, чёрные — 4. Камни A, B, C — мертвы.

2. Мёртвые камни сняты и возвращены в чаши. Коми 8 очков — 4 белых камня ставятся на территорию чёрных (квадраты).

3. Все камни выставлены. Проигрышные камни чёрных стоят на выигрышных пунктах белых (треугольники). Результат — 5 очков в пользу белых.

Метод подсчёта результата партии разработан так, чтобы разница очков, набранных игроками, была явно видна на игровой доске, без необходимости вести какие-либо расчёты и без перемещения камней, оставшихся на доске после завершения партии. Для проведения подсчёта по указанной процедуре необходимо, чтобы количество камней каждого цвета было равно половине количества пунктов игровой доски. Процесс подсчёта иллюстрируется на диаграммах справа, на примере партии на доске 9х9. В этом случае игроки должны иметь по 40 камней. Как легко можно подсчитать, результат, определённый правилами Инга в этом примере совпадает с результатом, рассчитанным по японским правилам: с учётом коми 8 очков разница равна 5 очков в пользу белых.

#### Официальный порядок
- Мёртвые камни снимаются с доски. Все захваченные камни возвращаются в чаши своего игрока (диаграмма 1).
- Все камни из чаш выставляются на доску. При этом камни, которые уже есть на доске, передвигать запрещено.
  - Пункты сэки (совместно окружённая территория), заполняется чёрными и белыми камнями в равном количестве. Если общее число пунктов сэки на доске чётное, то все они занимаются камнями, а если нечётное, то последний пункт остаётся незанятым.
  - В случае, если партия игралась с компенсацией (коми либо фора в очках), тот, кто получает компенсацию, выставляет на территорию противника камни, из расчёта один камень за два очка компенсации. Если игра ведётся со штрафами за опоздание и за просрочку времени, то штрафные камни выставляются на территорию оштрафованного игрока, также из расчёта 1 камень за 2 очка (диаграмма 2).
  - Оставшиеся камни игроки выставляют каждый на свою территорию до тех пор, пока не закончатся камни либо территория (здесь и далее — диаграмма 3).
- Если у одного из игроков после выставления всех камней остались незанятые пункты территории, эти пункты называются «выигрышными». Если после заполнения всей территории остались не выставленные на доску камни, такие камни называются «проигрышными». Тот игрок, у которого остались выигрышные пункты территории, выиграл партию. Игрок, у которого остались проигрышные камни — проиграл. Если ни выигрышных пунктов, ни проигрышных камней не осталось (это может быть, если остался один незанятый пункт в сэки и территория чёрных и белых одинакова) — результат партии ничейный. В этом случае победа присуждается чёрным.
- Проигрышные камни проигравшего игрока выставляются на выигрышные пункты победителя. После этого подсчитывается разница очков. Каждый проигрышный камень, выставленный на выигрышный пункт, даёт два очка. Если один выигрышный пункт остаётся незанятым, то он добавляет к разнице ещё одно очко.
- Игроки заполняют свою территорию таким образом, чтобы свободные пункты образовывали цельную территорию в углу, либо, если угол недоступен, на стороне доски. Камни компенсации и штрафные камни выставляются отдельной группой поблизости от свободного пункта или последнего незанятого пункта сэки. Таким образом результат партии и разница очков видны непосредственно на доске, и нет необходимости для их определения проводить какие-либо расчёты. Поскольку общее количество камней на единицу меньше количества пунктов, на доске после выставления всех камней остаётся ровно один свободный пункт. Если это пункт в сэки, то все выигрышные пункты будут заняты проигрышными камнями, и разница очков окажется чётной. Если свободного пункта в сэки нет, то один выигрышный пункт останется незаполненным, и разница очков окажется нечётной.

#### Компенсация за фору по версии AGA
Официальные правила Инга не предусматривают компенсацию за форовые камни. Поскольку данный алгоритм подсчёта территории учитывает как свободные пункты, так и занятые своими камнями, каждый камень форы, помимо позиционного преимущества, даёт игроку дополнительно одно очко территории. В форовой партии результат, подсчитанный по правилам Инга, будет отличаться от результата, подсчитанного по японским правилам (где учитываются только пустые пункты территории), на количество форовых камней.
Для уравнения результатов игры, рассчитанных по разным правилам, Американская ассоциация го (AGA) использует подсчёт результата партии по правилам Инга с одним дополнением: в форовой партии белые получают взамен форовых камней такое же количество очков компенсации.
Чтобы учесть в процедуре подсчёта компенсацию за форовые камни, белые выставляют на территорию чёрных камни компенсации, которые размещаются аналогично камням компенсации за коми и штрафным камням. Если размер форы N чётный, то ставится N/2 камней. Если N — нечётный, то камней компенсации (N-1)/2, кроме того, один пункт территории чёрных остаётся незанятым и не учитывается при подсчёте очков (аналогично сэки). При выставлении камней компенсации этот свободный пункт располагается внутри территории чёрных, рядом с камнями компенсации. Здесь возникает ещё одна сложность: если на доске есть свободный пункт сэки, то при нечётном размере форы окажется невозможным освободить пункт внутри территории чёрных — некуда будет поставить один камень. В таком случае пункт чёрных можно не освобождать, а вместо этого поставить ещё один белый камень в свободный пункт сэки.
Поскольку описанный порядок усложняет процедуру подсчёта, допускается просто считать результат по стандартным правилам Инга, после чего скорректировать полученную разницу очков на величину N.
Помимо вышесказанного, по правилам AGA в игре с форой при ничейном результате победа присуждается белым, а не чёрным.

### Коми и фора
- Игры делятся на форовые и игры на равных. Вид игры и учёт её результатов определяются правилами турнира.
- Если партия играется на равных, играющий белыми получает 8 очков компенсации за первый ход чёрных (коми).
- Если партия форовая, то размер компенсации определяется разницей в рангах игроков (см. ниже).
- Постановка форовых камней не регламентирована. Они могут ставиться игроком в любой свободный пункт доски.
- Фора даётся в ходах. Если чёрные имеют N ходов форы, то они делают первые N ходов в партии подряд. Можно считать, что фора выражается в обязанности белых первые N ходов пасовать. После этого чёрные ходят ещё раз, и белые могут начинать им отвечать. Такая формулировка введена для того, чтобы унифицировать порядок ходов — как в партии на равных, так и в форовой партии первый ход делается чёрными.

### Ранги игроков

#### Система рангов
- Ранги для наиболее слабо играющих игроков называются чи. Они предназначены для любителей. Высший уровень — 1 чи. Низший уровень — 9 чи, игроки слабее 9 чи не имеют ранга. Разница между соседними чи — 8 очков или 1 ход форы.
- За 1 чи следует ранг 1 туань. Разница между 1 чи и 1 туань — 8 очков или 1 ход форы. Высший уровень — 9 туань. Различие между двумя соседними туань составляет 4 очка или 1/2 хода форы. Ранги туань предназначаются для высококвалифицированных любителей.
- Ранги пин предназначены для профессионалов высшего уровня. Высший — 1 пин, низший — 9 пин. 9 пин соответствует 7 туань, 5 пин — 9 туань. Между соседними пин разница составляет 2 очка или 1/4 хода форы.

#### Связь рангов и размера форы
- В форовой игре игрок с более высоким рангом всегда играет белыми.
- Белые дают чёрным фору, размер которой определяется разницей в рангах: разница в один чи — 8 очков, один туань — 4 очка, один пин — 2 очка.
- Если фора меньше 8 очков, то партия просто играется с меньшим размером коми (игроки 1 и 2 пин играют с коми 6 очков, 1 и 3 пин — 4 очка, 1 и 4 пин — 2 очка, 1 и 5 пин — без коми).
- Если фора больше 8 очков, то из неё вычитается 8 очков и получившееся число очков компенсации белые дают чёрным.
- Каждые 8 очков компенсации соответствуют одному ходу форы. Чёрные получают столько ходов форы, на сколько хватает форовых очков, а оставшиеся очки учитываются при подсчёте результатов партии. Например, в игре 1 и 6 пин разница между рангами составляет 10 очков ((6-1)*2), так что белые дают чёрным компенсацию («обратное коми») 2 очка (10-8=2, для форовых ходов недостаточно очков). А при игре 4 туань против 4 чи разница между рангами составляет 44 очка (4*8 между 1 туань и 4 чи плюс 3*4 между 1 туань и 4 туань), после вычитания 8 очков коми получаем 36 очков, что составляет 8*4 + 4; таким образом, чёрные получают 4 хода форы и дополнительно 4 очка компенсации.

### Контроль времени
- Лимит времени на игру включает всё время, потраченное игроком в течение игры на обдумывание, постановку и удаление камней и любые другие действия. Лимит времени игрока разделяется на основное и дополнительное время. Любая партия, даже на самых важных турнирах, играется в течение не более чем одного игрового дня. Могут делаться краткие перерывы с остановкой часов для приёма пищи, а также для отдыха, если партия длится более пяти часов.
- Основное время (обозначается BT, от англ. Basic Time) предоставляется в равном количестве обоим игрокам и отсчитывается от начала игры. При контроле времени со штрафными очками, если игрок не потратил всё своё основное время, оставшаяся его часть в определении временно́й разницы и штрафов не учитывается.
- Дополнительное время начинается после исчерпания основного времени игрока. Оно может предоставляться, в зависимости от правил турнира, одним из двух способов:
  - Система PP — штрафные очки (обозначение от англ. Penalty Point). Игроку, просрочившему основное время, начисляется 2 очка штрафа. Если игрок использует сверх основного времени ещё 1/6 BT, ему начисляется ещё 2 очка штрафа (то есть общий штраф составляет 4 очка). Когда игрок использует 2/6 BT сверх основного лимита, ему снова начисляется 2 очка штрафа (общий штраф 6 очков). Игроку, не завершившему партию за дополнительное время в 3/6 BT, засчитывается поражение. Если оба игрока просрочили основное время, равные количества их штрафных очков погашаются, однако тому, кто первым просрочит дополнительное время в 1/2 BT, засчитывается поражение независимо от того, на сколько просрочено время у противника.
  - Система RS — бёёми (обозначение от англ. Second Reading, буквально — «секундный отсчёт»). После того, как у игрока закончилось основное время, он может продолжать игру, но должен делать заданное число ходов (один или более) за небольшой промежуток времени (от нескольких секунд до нескольких минут). Общее время игры на бёёми не ограничивается, но если игрок в какой-то момент не успеет сделать нужное количество ходов за отведённый интервал, ему засчитывается поражение.
- Системы контроля времени PP и RS являются стандартными и поддерживаются электронными игровыми часами Инга.

### Нарушения и наказания
Эти правила могут дополняться или изменяться правилами турнира.
- Опоздание. За опоздание к началу партии у игрока вычитается из основного лимита время, вдвое большее фактического времени опоздания (таким образом, при опоздании на половину или более лимита времени фиксируется неявка на партию).
- Ненаказуемые ошибки
  1. Ошибочный пас. Если игрок пасует, когда мог бы получить очко ходом на доску (обычно это бывает, когда игрок упустил из вида возможность сходить в один из оставшихся нейтральных пунктов), он теряет этот ход, но не наказывается. Если оба игрока просмотрели нейтральный пункт, и этот факт обнаружился уже во время процедуры подсчёта территории, когда игра завершена, то игра не возобновляется. Пропущенные нейтральные пункты учитываются при подсчёте как пункты сэки.
  2. Ошибочное взятие ко. Взятие горячего камня в боевом ко или начало второго цикла в беспокоящем ко исправляется восстановлением позиции до ошибки, после чего ошибшийся игрок должен сделать ход по правилам. Никаких штрафов за такую ошибку не берётся.
- Автоматическое поражение. В ряде случаев после соответствующего решения судьи игроку присуждается автоматическое (без проведения или завершения игры) поражение:
  1. Неявка. Игрок не явился на партию в течение половины своего лимита времени.
  2. Отказ от игры. Игрок не в состоянии играть и прекращает партию после её начала.
  3. Замена хода. Игрок изменяет уже сделанный ход (ход считается сделанным, если камень поставлен на доску и от него отнята рука).
  4. Просрочка времени. Игрок не успевает завершить партию за всё основное и дополнительное время.
  5. Неповиновение. Игрок отказывается принять решение судьи.
- Пропуск партий. Игрок, пропустивший определённое правилами турнира количество партий, может быть снят с турнира. В этом случае ему присуждается поражение за все оставшиеся игры.
- Дисквалификация. За преднамеренные существенные нарушения правил или действия, мешающие проведению турнира, игроку может быть запрещено участие в турнире в течение нескольких лет. За особо злостные нарушения игрок может быть лишён квалификационного ранга.

### Этикет
- Правила требуют от игроков уважительного обращения друг к другу. Игроки должны быть опрятны во внешнем виде и одежде. На международных турнирах игроки должны носить европейскую одежду (последнее требование в европейской редакции заменено на более общее: «одежда должна быть обычной»).
- Перед игрой младший игрок должен протереть доску мягкой тканью, показывая тем самым уважение к чистоте инвентаря (требование отсутствует в европейской редакции правил).
- Во время игры игроки должны сохранять нормальную осанку и полностью концентрироваться на игре. Камни следует держать аккуратно.
- Недопустимо поведение, которое беспокоит соперника и мешает ему играть. Нельзя загораживать от соперника доску, шуметь, стучать камнями. Не следует брать в руки одновременно несколько камней. Держать камни между большим и указательным пальцами считается неправильным. Возвращая снятые с доски камни противнику, следует аккуратно положить, а не бросать их в его чашу.
- Подсчёт результата:
  - Перед игрой игроки должны убедиться, что в чашах ровно по 180 белых и чёрных камней (с чашами Инга это можно сделать без пересчёта).
  - Во время игры не должно быть никаких других камней, кроме выставленных на доску, снятых с доски (в отдельных контейнерах) и оставшихся в чашах.
  - После завершения подсчёта, когда доска заполнена, игроки должны убрать свои камни в чаши и убедиться, что их осталось по 180, подтвердив тем самым правильность подсчёта. Проигравший игрок может попросить судью проконтролировать уборку камней. Если судьи нет, проигравший имеет право самостоятельно убрать камни обоих цветов, и победитель не может ему в этом отказать.
  - При подсчёте камни должны выставляться на доску по одному, максимум — по два за один раз. Если камни будут случайно сброшены с доски, а другие камни — передвинуты, то первоначальное положение сдвинутых камней должно быть восстановлено, правильность его подтверждена соперником, и только после этого сброшенные камни могут быть возвращены на свои места. Игрок не имеет права восстанавливать повреждённую позицию в одиночку.

### Обязанности работников на турнире
- Судья (рефери). Судья следит за поддержанием порядка на турнире и соблюдением игроками правил, принимает решения по вопросам, не определённым правилами, отвечает на вопросы игроков, делает замечания игрокам, предупреждает их при недопустимом поведении. Судья несёт ответственность за запечатанный ход в отложенных играх. В крупных турнирах может быть несколько судей, тогда один из них назначается главным. Судья обладает абсолютной властью решать вопросы соблюдения правил, предупреждать игроков и применять наказания. Его решения обязательны к исполнению игроками. В случае отказа игрока подчиниться решению судьи последний ставит в известность организаторов турнира и может применять к нарушителю любые предусмотренные наказания.
- Протоколист. Его задача заключается в записи партии. Партия записывается на диаграмме игровой доски. На ней нечётными числами помечаются ходы чёрных, чётными — ходы белых. Пасы и ходы в одни и те же пункты в ко записываются отдельно, рядом с диаграммой. Пас, за которым не следует хода на доску, не записывается. Один и тот же номер хода не может использоваться в записи одной партии более одного раза. Если протоколиста нет, а запись партии требуется правилами, эту запись должен сделать победитель по завершении игры, а проигравший должен подписать её.
- Хронометрист. Его задача состоит в контроле за расходованием игроками лимита времени. Он должен контролировать расходование времени с помощью игровых часов, предупреждать игроков, когда их основной или дополнительный лимит заканчивается, а также вслух отсчитывать секунды при использовании бёёми. При отсутствии протоколиста хронометрист ведёт также запись партии. Если хронометрист присутствует, но игрокам более удобно самостоятельно переключать часы, они вправе делать это. В таком случае часы ставятся рядом с игровой доской, справа от играющего белыми. Игроки обязаны переключать часы той же рукой, которой делают ход.
- Демонстратор. Если партия должна показываться на большой демонстрационной доске, может быть назначен демонстратор, задача которого состоит в переносе ходов, записанных протоколистом, на большую доску.

## Достоинства и недостатки правил Инга
Система правил Инга имеет как своих приверженцев, так и критиков. Сильными сторонами правил Инга являются:
- Простота основных принципов.
- Отсутствие особых случаев и необходимости обращения к авторитету для толкования правил.
- Отсутствие искусственных ограничений, сокращающих многообразие ходов и тактических приёмов: нет фиксации расстановки форовых камней, разрешён суицид группы.
- Принцип определения количества очков по территории и живым камням даёт возможность ходить в собственную территорию, не теряя очков, что позволяет проводить доигрывание для определения жизнеспособности групп без искажения результата партии.
- Простой и логичный принцип определения жизнеспособности спорных групп по окончании партии путём простого доигрывания до окончательного снятия камней делает ненужными специальные правила, фиксирующие жизнеспособность некоторых форм (как в японских правилах) или ставящие жизнь групп в зависимость от количества ко-угроз у соперников (как в традиционных китайских).
- Метод подсчёта результата заполнением доски камнями нагляден и менее подвержен ошибкам, чем прямой подсчёт камней и пунктов.

С другой стороны, критики отмечали некоторые слабые стороны данного свода правил:
- По мнению некоторых критиков, оригинальные правила Инга недостаточно чётко определяют порядок завершения игры и то, начиная с какого момента игроки больше не могут претендовать на снятие мёртвой по их мнению группы противника, если противник с ними не согласен. Вопрос состоит в том, может ли после 4 последовательных пасов игрок потребовать снять группу противника, которая очевидно мертва, но со статусом которой противник не согласился?
- Правило ко в трактовке Инга довольно сложно. Кроме того, некоторые считают принципиально неудачным решением сам способ определения одного из базовых правил игры через понятия, требующие знания более сложных принципов тактики. Ведь чтобы правильно интерпретировать инговское правило ко, игрок должен понимать, какие камни в данной позиции могут быть взяты неоднократно, и знать, решён ли в отношении определённых групп вопрос жизни и смерти; для этого нужно иметь определённый опыт.
- Порядок подсчёта очков требует, чтобы игроки заполнили все нейтральные пункты на доске в течение игрового времени, что может создавать игрокам проблемы (заполнение должно быть выполнено до остановки часов и при цейтноте может привести к получению штрафных очков). Впрочем, при контроле времени с бёёми эта проблема становится неактуальной.
- Подсчёт очков заполнением доски требует специального инвентаря (мерных чаш и, соответственно, камней стандартных размеров), который не всегда доступен в нужном количестве.

## Использование правил Инга
Правила Инга являются стандартом для всех турниров, организуемых или спонсируемых Китайской ассоциацией вейчи Тайбэя и Фондом Инга, начиная с сентября 1977 года. После появления правила Инга стали довольно активно применяться в Европе. В качестве одного из допустимых вариантов правил правила Инга могут использоваться AGA, но с вышеописанным дополнением (компенсация за форовые камни). В России правила Инга используются на некоторых внутренних турнирах, в частности, они применялись в турнирах, проводимых Ижевской федерацией го. Правила Инга официально объявлены как применяемые на турнирах Европейской Федерации Го, но в действительности EGF применяет не оригинальные, а упрощённые правила Инга.